# Марко Милованович (футболіст, 1982)
Марко Милованович ((серб. Mapкo Миловановић/Marko Milovanović), нар. 12 червня 1982, Валево, СФРЮ) — сербський футболіст, захисник.

## Кар'єра
Виступав за сербські клуби «Колубара», «Явір», «Смедерево» та українську «Таврію» (Сімферополь). На початку 2007 року був відданий у річну оренду з правом подальшого викупу пермському «Амкару», у складі якого був у заявці на 2007 і 2008 роки, однак на поле практично не з'являвся, зігравши лише 2 матчі в чемпіонаті Росії. У 2009 році повернувся до «Явора», де виступав до 2012 року. У сербській Суперлізі у футболці «Явора» відіграв 79 матчів. 2012 рік провів у складі казахського «Окжетпесу», у складі якого зіграв 17 матчів у національному чемпіонаті. З 2013 по 2015 роки захищав кольори «Колубари», але основним гравцем команди не був. Зараз має статус вільного агента.